# تلویزیون ساقی
تلویزیون ساقی یکی از شبکه‌های تلویزیونی خصوصی افغانستان است. این شبکه در شهر هرات فعالیت دارد.
این شبکه در ۱۳۸۳ (خورشیدی) توسط طارق نبی استاد دانشگاه هرات تأسیس شده‌است، و برنامه‌های سیاسی، فرهنگی، اجتماعی دارد.